# 鬚球真巨口魚
鬚球真巨口魚（学名：Eustomias grandibulbus）为輻鰭魚綱巨口鱼目巨口鱼科的其中一種。分布於東南大西洋的開普敦海域，為深海魚類，棲息深度112公尺，體長可達16公分。

## 扩展阅读
維基物種上的相關：鬚球真巨口魚